# Joseph Beverley Fenby
Joseph Beverley Fenby   (Liverpool, 1841 - 1903) fou un enginyer mecànic i inventor anglès que va dissenyar un dispositiu que enregistrava una seqüència de cops de teclat en cinta de paper. Tot i que mai es va fabricar cap model o dispositiu viable, sovint es veu com un vincle amb el concepte de paper perforat per a rotlles de pianola (dècada de 1880).
Fenby va néixer a Liverpool, fill de Joseph Fenby (de Beverley, Yorkshire) i Thomasina Bolton Fenby. Va ser batejat el 14 de desembre de 1841. Se li va concedir una patent el 13 de gener de 1863 (Brit. Pat. 101) per a un dispositiu sense èxit anomenat "Electro-Magnetic Phonoscope" o "Electro-Magnetic Phonograph". Si aquest darrer nom és correcte, podria convertir Fenby en el primer que va encunyar la paraula "fonògraf", molt abans que Thomas Alva Edison ho fes pel seu invent força diferent. El concepte de Fenby detallava un sistema que gravaria una seqüència de cops de teclat de piano o d'orgue en una cinta de paper. Tot i que mai no es va fabricar cap model o dispositiu viable, es podria veure com un precedent del concepte de paper perforat dels rotlles de pianola, així com al tabulador de targetes perforades de Herman Hollerith (utilitzat en el cens de 1890), un precursor llunyà de l'ordinador modern.
Fenby també és conegut per altres invents, en particular la "cadira plegable Fenby", patentada als Estats Units el 1881 (Joseph Beverley Fenby a l'USPTO (anglès)) i un tamboret de campament associat (Joseph Beverley Fenby a l'USPTO (anglès)). La cadira es va fer coneguda com la Tripolina i va inspirar molts dissenys similars.
Va morir el 1903, a King's Norton, Anglaterra, als 60 anys.